# 8078 Carolejordan
A 8078 Carolejordan (ideiglenes jelöléssel 1986 RS2) a Naprendszer kisbolygóövében található aszteroida. Edward L. G. Bowell fedezte fel 1986. szeptember 6-án.